# San Ramón (gemeente)
San Ramón is een gemeente (municipio) in de Boliviaanse provincie Mamoré in het departement Beni. De gemeente telt naar schatting 5.186 inwoners (2018). De hoofdplaats is San Ramón.